# Boechera pauciflora
Boechera pauciflora là một loài thực vật có hoa trong họ Cải. Loài này được (Nutt.) Windham & Al-Shehbaz mô tả khoa học đầu tiên năm 2007.